# 1649 a tudományban
Az 1649. év a tudományban és a technikában.

## Kémia
- Felfedezik az arzént.

## Matematika
- Frans van Schooten elsőnek publikálja René Descartes La Géométrie című munkáját latinul, a mű tartalmazza Florimond de Beaune Notes brièves című írását is.